# Paul Halcke
Paul Halcke (também Paul Halcken ou Paul Halke; 1662 – Buxtehude, 1731) foi um matemático, mestre em escrita, prodígio em aritmética e elaborador de calendários alemão.
Irmão do mestre em escrita e prodígio em aritmética Johann Halcke, foi em 1690 com Heinrich Meißner membro fundador da Kunst-Rechnungs lieb- und übenden Societät de Hamburgo, atualmente Sociedade Matemática de Hamburgo (Mathematische Gesellschaft in Hamburg). Por volta de 1687 era escriba e mestre de aritmética na escola da cidade em Buxtehude.

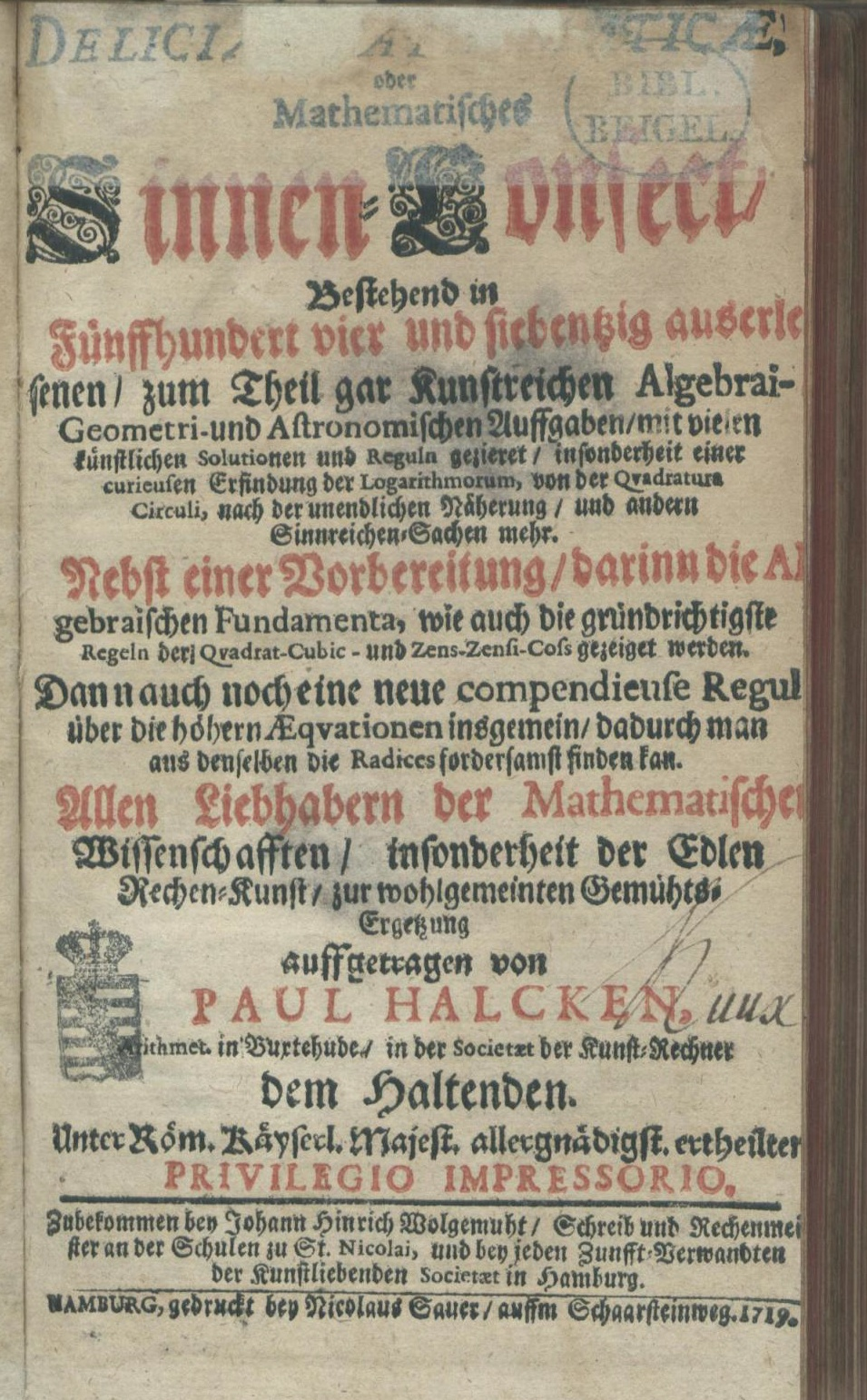
Página título do "Deliciæ Mathematicæ"

Em 1694 publicou um livro de soluções para a coleção de exercícios de Heinrich Meißner Arithmetischer Kunst-Spiegel. Mais tarde escreveu sua própria coleção de 574 problemas de matemática e astronomia, o Mathematische Sinnen-Confect, que foi traduzido para várias línguas e foi considerado um trabalho padrão por 100 anos. Os exercícios são sempre enriquecidas com poemas e descrições de métodos de solução. Na página 256 ele apresenta o seguinte problema número 289, com a solução da qual ele é considerado o descobridor do menor tijolo de Euler:
Este tijolo tem bordas com comprimentos inteiros 44, 117, 240 e diagonais de face com comprimentos inteiros 125, 244, 267.
Também publicou vários calendários populares para os anos de 1705, 1707, 1715, 1716 e 1725.

## Publicações selecionadas
- Herrn Heinrich Meißners Ao 1679 herausgegebener so genannter Arithmetischer Kunst-Spiegel : Bestehend In dreyhundert sechs und dreissig außerlesenen künstlichen Arithmeti:Algebrai: Polygonal: Geometr: und Astronomischen Auffgaben/ welche alle auswahren Gründe Auffgelöset ... ; welchem noch beygefüget ein Künstlicher Appendix. Darinn die neu-erfundene General-Regul enthalten/ durch welche man die Cossische Bilancen auff aller und jeden Zahlen ihre unendlichen Aggregaten finden kann ... / vorgestellet/ von Paul Halken/ Bestallten Schreib- und Rechenmeister in Buxtehude .... Jn Verlegung Gottfried Liebzeitens, Buchhändler in Hamburg und Stokkholm/ ist gedrukkt bey Hinrich von Wiering/ der Societät Buchdrukker/ 1694
- Deliciæ Mathematicæ, oder Mathematisches Sinnen-Confect/: Bestehend in Fünffhundert vier und siebentzig auserlesenen/ zum Theil gar Kunstreichen Algebrai- Geometri- und Astronomischen Auffgaben/ mit vielen künstlichen Solutionen und Reguln gezieret/ insonderheit einer curieusen Erfindung der Logarithmorum, von der Qvadratura Circuli ... und andern Sinnreichen-Sachen mehr; Nebst einer Vorbereitung/ darinn die Algebraischen Fundamenta, wie auch die grundrichtigste Regeln der Qvadrat- Cubic- und Zens-Zensi-Coss gezeiget werden (Wolgemuht, 1719) - 382 Seiten.
- Paul Halcke, Jacob Oostwoud: Mathematisch zinnen-confect, of wiskundige uytspanningen ter beoeffeningen van het verstand ..., Verlag Te Purmerende, Pieter Jordaan, 1767.
- Verbesserter Hamburgischer Curiositäten-Kalender Auff das 1715. Jahr Christi. Darinnen / nebst der gewöhnlichen Calender-Arbeit / abgehandelt werden / Unterschiedliche Mathemat - Physical - und Historische Curiositäten / was am Himmel und auff Erden sich Merckwürdiges begeben / allen und jeden Liebhabern zur wohlgemeynten Ergetzung / Dabey auch zugleich der Julianische Calender / denen Herren Kauff-Leuten und Correspondenten zu Dienste vollkömmlich vorgestellt / und mit Fleiß beschrieben von Paul Halcken, Mathem. In der Socieatät der Kunst-Rechner / dem Haltenden.